# Takahiro Sonoda
Takahiro Sonoda (japanisch 園田 高弘, Sonoda Takahiro; geb. 17. September 1928 in Ōita, Präfektur Ōita; gest. 7. Oktober 2004 in Tōkyō) war ein japanischer Pianist mit dem Schwerpunkt Klassische Musik.

## Leben und Werk
Takahiro Sonoda studierte an der „Tōkyō Music School“ (東京音楽学校, Tōkyō ongaku gakkō) unter dem russischen Pianisten Leo Sirota (1885–1965) und unter Toyomasu Noboru (豊増 昇; 1912–1975) und machte 1948 seinen Studienabschluss. Im selben Jahr hatte er seinen ersten öffentlichen Auftritt mit einem Klavierkonzert mit dem „Nihon kōkyō gakundan“ (日本交響楽団), dem späteren NHK-Sinfonieorchester.
Von 1952 bis 1953 hielt sich Sonoda zur Weiterbildung in Frankreich und Deutschland auf, wurde aber durch eine Erkrankung zur Rückkehr gezwungen. 1953 wurde er von Herbert von Karajan entdeckt, als dieser sich zu seinem ersten Besuch in Japan aufhielt.
1957 hatte Sonoda seinen ersten Auftritt in Paris und erregte 1959 internationale Aufmerksamkeit, als er 1959 ein Konzert mit den Berliner Philharmonikern gab. Er unterrichtete als Professor an der „Kyōto-shiritsu Geijutsu Daigaku“ und an der „Shōwa ongaku daigaku“ (昭和音楽大学) in Kawasaki. 1980 wurde er Mitglied der Japanischen Akademie der Künste und wurde mit Preisen ausgezeichnet.
2004 wurde Sonoda als Person mit besonderen kulturellen Verdiensten geehrt.
Der Maler Eici Sonoda war sein Sohn.